# Gräfin Loretta
De Gräfin Loretta is een passagiersschip van de Personenschifffahrt Gebr. Kolb met als thuishaven Traben-Trarbach. Ze wordt voornamelijk gebruikt voor lijndiensten tussen Traben-Trarbach en Bernkastel aan de Moezel.

## Geschiedenis
Het schip werd in 1930 gebouwd op de scheepswerf van Germersheim en voer aanvankelijk als de Mannheimia voor de rederij Lersch uit Mannheim. In 1936 werd ze verbouwd en met vier meter verlengd. Vanaf 1935 voer ze op de Midden-Rijn als Liselotte voor de Hebel Line uit Boppard, werd tot zinken gebracht en weer opgetrokken tijdens de oorlog. In 1960 werd het schip opnieuw opgebouwd en verlengd op de scheepswerf van Germersheim en omgedoopt tot Boppard. Sinds 1994 behoort het schip als Gräfin Loretta tot de vloot van de passagiersrederij Gebr. Kolb. De naam Gräfin Loretta komt van de gelijknamige gravin Loretta von Sponheim, die in de 12e eeuw in Starkenburg bij Traben-Trarbach woonde.

## Technische gegevens
De gravin Loretta heeft een lengte van 41,80 meter, is 6,46 meter breed en heeft een diepgang van 1,10 meter. Het schip wordt aangedreven door twee MWM RHS 518 scheepsdieselmotoren van elk 171 kW (hetzelfde type uit de jaren 1950 tot op heden), die werken op een conventionele schroefaandrijving met roersysteem. Als manoeuvreerhulp is het schip sinds het midden van de jaren negentig uitgerust met een boegschroef, een roterende pompjetaandrijving met een vermogen van ongeveer 100 kW. Het schip heeft twee dieselgeneratoren voor de stroomvoorziening, waarvan er één in de boeg van het schip ook de boegschroef voedt.

## Dekken en uitrusting
De Gräfin Loretta heeft twee dekken, met 142 zitplaatsen op het onderste gesloten hoofddek, waar zich ook een keuken, bar en toiletten bevinden. Het middendek heeft ongeveer 50 zitplaatsen in het gesloten gedeelte en ongeveer 60 zitplaatsen in het buitendek.